# 闽北花猪
闽北花猪是福建省北部山区的地方猪种之一。闽北花猪中心产区在三明市沙县区夏茂镇、南平市顺昌县洋口镇、南平市延平区王台镇等地。目前，闽北花猪仅在顺昌县仍有饲养。
闽北花猪曾按产区不同分别称为夏茂猪、洋口猪和王台猪，1970年代后期统一命名为闽北花猪。
闽北花猪曾经分布在闽江上游的沙溪、富屯溪、建溪和尤溪两岸，分布范围达三明市和南平市所辖的15个县、市。1982年，南平市曾在王台公社姜口大队设立保种场。目前，闽北花猪仅在顺昌县仍有饲养。2003年，顺昌县建立闽北花猪保种场和保护区。截止2005年，保种场内能繁殖的种母猪只有14头，种公猪仅存3头。
闽北花猪由闽北当地的小型花猪与江西引进的花猪杂交选育而成。闽北花猪耳前倾下垂，颈短厚，体表毛色黑、白比例不等，为黑白不规则斑块相间。闽北花猪成年母猪平均体重83.9公斤，成年公猪为78.1公斤。